# Auckland City FC
Der Auckland City Football Club ist ein neuseeländischer Fußballverein aus Auckland. Der 2004 gegründete Klub trägt seine Heimspiele im Stadion Kiwitea Street aus. Der Verein ist mit dreizehn Titeln Rekordsieger der OFC Champions League und mit zehn Titeln Rekordsieger der nicht-professionellen höchsten neuseeländischen Spielklasse.
Durch einen 3:1-Sieg gegen den AS Pirae aus Tahiti gewann Auckland City 2006 den OFC Champions Cup und qualifizierte sich damit als Vertreter der Oceania Football Confederation für die FIFA-Klub-Weltmeisterschaft 2006 in Japan. Ebenso qualifizierten sie sich für die FIFA-Klub-Weltmeisterschaft 2009 in den Vereinigten Arabischen Emiraten. Bei beiden Teilnahmen war jeweils im Viertelfinale Endstation. Bei der dritten, vierten und fünften Teilnahme 2011, 2012 und 2013 schied die Mannschaft jeweils bereits im Ausscheidungsspiel aus. 2014 gelang erstmals das Erreichen des Halbfinales, nach Siegen gegen Maghreb Tétouan im Ausscheidungsspiel und gegen ES Sétif im Viertelfinale. Am Turnierende belegte die Mannschaft mit einem 4:2 im Elfmeterschießen gegen den mexikanischen Vertreter CD Cruz Azul den dritten Platz.

## Erfolge

### National
- New Zealand Football Championship & National League: 10

2005, 2006, 2007, 2009, 2014, 2015, 2018, 2020, 2022, 2024
- Charity Cup: 7

2011, 2013, 2015, 2016, 2018, 2019, 2020
- Chatham Cup: 1

2022

### Regional
- Northern League: 2

2021, 2022

### International
- FIFA-Klub-Weltmeisterschaft

3. Platz 2014
- OFC Champions League: 13

2006, 2009, 2011, 2012, 2013, 2014, 2015, 2016, 2017, 2022, 2023, 2024, 2025
- OFC President’s Cup: 1

2014

## Aktueller Kader
Stand: 1. Juni 2025
| Nr. |            | Position | Name           |
| --- | ---------- | -------- | -------------- |
| 1   | Neuseeland | TW       | Conor Tracey   |
| 2   | Neuseeland | MF       | Mario Ilich () |
| 3   | Neuseeland | AB       | Adam Mitchell  |
| 4   | Neuseeland | AB       | Christian Gray |
| 5   | Neuseeland | AB       | Nikko Boxall   |
| 7   | Neuseeland | ST       | Myer Bevan     |
| 8   | Spanien    | MF       | Gerard Garriga |
| 9   | Neuseeland | ST       | Angus Kilkolly |
| 10  | Neuseeland | MF       | Dylan Manickum |
| 11  | Neuseeland | ST       | Ryan De Vries  |
| 12  | Kosovo     | AB       | Regont Murati  |
| 13  | Neuseeland | AB       | Nathan Lobo    |
| 14  | Neuseeland | AB       | Jordan Vale    |
| 15  | Neuseeland | MF       | Jackson Manuel |

| Nr. |                     | Position | Name               |
| --- | ------------------- | -------- | ------------------ |
| 16  | Neuseeland          | ST       | Joseph Lee         |
| 17  | Kolumbien           | ST       | Jerson Lagos       |
| 18  | Uruguay             | TW       | Sebastian Ciganda  |
| 19  | Irland              | AB       | Dylan Connolly     |
| 20  | Neuseeland          | MF       | Matthew Ellis      |
| 21  | Neuseeland          | AB       | Adam Bell          |
| 22  | China Volksrepublik | MF       | Zhou Tong          |
| 23  | Neuseeland          | AB       | Alfie Rogers       |
| 24  | Neuseeland          | TW       | Nathan Garrow      |
| 25  | Neuseeland          | AB       | Michael den Heijer |
| 26  | Neuseeland          | MF       | David Yoo          |
| 27  | Neuseeland          | ST       | Haris Zeb          |
| 33  | Neuseeland          | ST       | Ryan Ellis         |
|     | Neuseeland          | MF       | Paris Dofeh        |

## Bekannte ehemalige Spieler

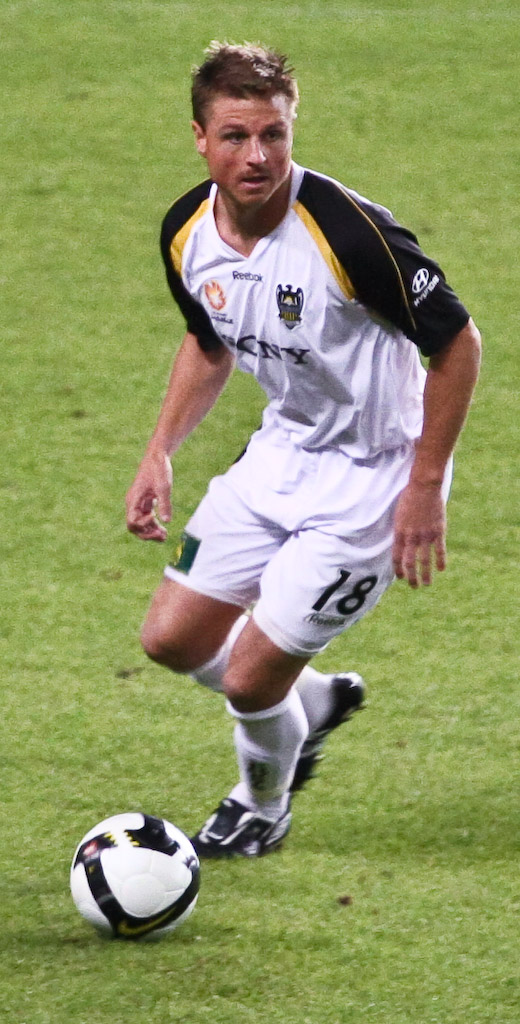
Ben Sigmund im Trikot von Wellington Phoenix (November 2011).

- Michael Boxall (2006 bis 2007)
- Jeff Campbell (2007 bis 2008)
- Reginald Davani (2004 bis 2006)
- Sean Douglas (2006 bis 2007)
- Henry Fa’arodo (2007 bis 2008)
- Ian Hogg (2005 bis 2006)
- Salesh Kumar (2007 bis 2009)
- Ki-Hyung Lee (2007 bis 2009)
- Alick Maemae (2008)
- Ross Nicholson (2005 bis 2009)
- Jonathan Perry (2005 bis 2007)
- Cole Peverley (2006 bis 2007)
- James Pritchett (2004 bis 2009)
- Rupesh Puna (2007 bis 2008)
- Nelson Sale (2008)
- Ben Sigmund (2006 bis 2008)
- Jacob Spoonley (2005 bis 2007, 2008 bis 2009)
- George Suri (2007 bis 2009)
- Cole Tinkler (2006)
- Paul Urlovic (2005 bis 2009)
- Ivan Vicelich (2008 bis 2009)
- Tamati Williams (2007 bis 2008)
- Darren White (2013 bis 2019)